# Funaria hygrometrica
Funaria hygrometrica este un tip comun de mușchi de apă care cresc pe soluri umede, umbroase și umede. Acesta poate fi, de asemenea, găsit pe pereții umezi și în fisurile dintre roci, precum și locurile unde au avut loc incendii recente.
Corpul plantei este verde, moale, și în poziție verticală. Rizomii din această specie sunt multi-celulari și ramificați. Ei au septuri oblice. Principala axă a plantei, este în poziție verticală, având un set de spirale aranjate.

## Legături externe
- http://worldofmosses.com/paintings/mosspics03.html
- http://www.eol.org/pages/923991